# Cussonia
Cussonia és un gènere de plantes de flors pertanyent a la família Araliaceae, representades per 20 espècies natives d'Àfrica principalment de Sud-àfrica i Madagascar.

## Taxonomia
- Cussonia angolensis
- Cussonia arborea
- Cussonia arenicola
- Cussonia bancoensis
- Cussonia brieyi
- Cussonia corbisieri
- Cussonia gamtoosensis
- Cussonia holstii
- Cussonia jatrophoides
- Cussonia natalensis
- Cussonia nicholsonii
- Cussonia ostinii
- Cussonia paniculata
- Cussonia sessilis
- Cussonia sphaerocephala
- Cussonia spicata
- Cussonia thyrsiflora
- Cussonia transvaalensis
- Cussonia zimmermannii
- Cussonia zuluensis